# Comutador (redes)

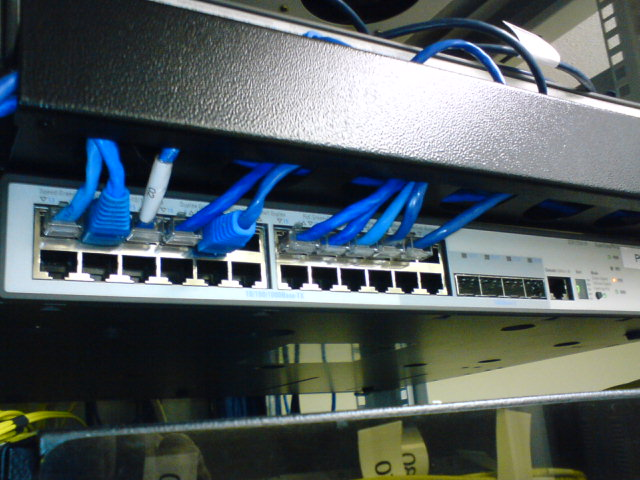
Switch de 24 portas 3Com com cabos de rede conectados

Um comutador, conhecido também por switch é um dispositivo de interconexão usado para conectar computadores na rede física local (LAN) e cujas especificações técnicas seguem o padrão Ethernet. O switch também segmenta uma rede local em várias redes lógicas (VLANs), oque reduz o congestionamento de tráfego em grandes redes (colisão entre pacotes de dados).
Os dispositivos de interconexão têm duas áreas de atuação nas redes telemáticas. Em um segundo nível estariam os switches , que são responsáveis pela interconexão de equipamentos dentro de uma mesma rede, ou o que é o mesmo, são os dispositivos que, junto com a fiação, constituem as redes locais ou LAN. 

## Funcionamento
Os switches operam semelhantemente a um sistema telefónico com linhas privadas. Neste sistema, quando uma pessoa liga para outra, a central telefónica conecta-as numa linha dedicada, possibilitando um maior número de conversações simultâneas. A função básica de um switch é juntar ou conectar dispositivos em uma rede . É importante deixar claro que um switch NÃO fornece conectividade com outras redes por si só e, obviamente, também NÃO fornece conectividade com a Internet. 
Um comutador opera na camada 2 (enlace) do modelo OSI, encaminhando os pacotes de acordo com o endereço MAC de destino, e é destinado a redes locais para segmentação. Porém, atualmente (2005) existem comutadores que operam em conjunto na camada 3 (rede), herdando algumas propriedades dos roteadores (routers).
O switch aprende com a rede e depois apenas encaminha para os endereços conhecidos. Exemplo de funcionamento: considere uma rede com 4 computadores (A, B, C e D) conectados nas portas 1, 2, 3 e 4 respectivamente, onde o computador A envia um frame ao computador D, o comutador ainda não sabe aonde está o computador D por isso ele faz broadcast para todas as outras 3 portas (2, 3 e 4), mas ele já gravou que o computador A está na porta 1. Em outro momento, o computador C envia um frame ao computador A, então o comutador não precisa mais fazer broadcast porque ele já aprendeu que o computador A está na porta 1, então ele envia somente para esta porta, e também já aprendeu que o computador C está na porta 3, e assim sucessivamente até aprender em quais portas estão todos os computadores da rede, a partir de então ele envia somente à porta de destino específico (unicast).

## Métodos de comutação
Existem 4 metodos de comutação que um comutador pode usar, dos quais do segundo ao quarto apresentaram melhora de desempenho quando usados em produtos "comutados" com a mesma largura de banda de entrada e saída de porta:
1. Store and forward: o comutador verifica cada quadro antes de encaminhá-lo; um quadro é recebido na íntegra antes de ser encaminhado.
2. Cut Through: O comutador, não propaga domínios, envia o frame após ler seu endereço MAC de destino. Não averigua o valor da soma de verificação.
3. Fragment Free: tenta utilizar os benefícios do Store-and-Forward e Cut Through. Verifica os primeiros 64 bytes do frame, onde as informações de endereçamento estão armazenadas.
4. Comutação adaptativa (adaptative switching): faz o uso dos outros três métodos. [3][4]

## Diferenças entre Switch L2 e L3
Switch L2 utiliza o endereço MAC (nível 2) contido no pacote de dados para enviar a informação, enquanto que o Switch L3 utiliza os endereços de nível 2 ou nível 3 (um exemplo é o endereço IP) para determinar o destino do pacote, permitindo que os pacotes sejam roteados.

## Classificação

### De acordo com o método de endereçamento das tramas usadas

#### Store-and-Forward
Os switches de armazenamento e encaminhamento armazenam cada quadro em um buffer antes de trocar informações para a porta de saída. Enquanto o quadro está no buffer, o comutador calcula o CRC e mede o tamanho do quadro. Se o CRC falhar, ou o tamanho for muito pequeno ou muito grande (um quadro Ethernet está entre 64 bytes e 1518 bytes), o quadro será descartado. Se tudo estiver em ordem, ele será roteado para o porto de partida.
Este método garante operações sem erros e aumenta a confiança da rede. Mas o tempo usado para guardar e verificar cada quadro adiciona um tempo de atraso significativo ao processamento dos quadros. O atraso total, ou atraso, é proporcional ao tamanho dos quadros: quanto maior o quadro, mais tempo esse processo leva a realizar-se.

#### Cut-Through
Os interruptores de corte foram projetados para reduzir essa latência. Esses comutadores minimizam o atraso lendo apenas os primeiros 6 bytes de dados no quadro, que contém o endereço MAC de destino, direcionando-os imediatamente para ele.
O problema com esta opção é que ela não detecta quadros corrompidos causados por colisões (conhecidas como runts), nem erros de CRC. Quanto maior o número de colisões na rede, maior a largura de banda consumida ao rotear quadros corrompidos.
Há um segundo tipo de chave de interrupção, chamado sem fragmentos, que foi projetado para eliminar esse problema. O switch lê sempre os primeiros 64 bytes de cada quadro, garantindo que ele tenha pelo menos o tamanho mínimo e evitando o roteamento de runts pela rede.

#### Adaptive Cut-Through
Estes são os comutadores que processam quadros no modo adaptável e são compatíveis com armazenamento e envio e corte. Qualquer um dos modos pode ser ativado pelo administrador da rede ou o switch pode ser inteligente o suficiente para escolher entre os dois métodos, com base no número de quadros com falha que passam pelas portas.
Quando o número de quadros corrompidos atinge um determinado nível, o comutador pode alternar o modo de corte para o armazenamento e encaminhamento, retornando ao modo anterior quando a rede normaliza.
Os interruptores de corte são mais comumente usados em pequenos grupos de trabalho e pequenos departamentos. Nessas aplicações, é necessário um bom volume de trabalho ou taxa de transferência, pois os possíveis erros de rede permanecem no nível do segmento, sem afetar a rede corporativa.
Os switches de armazenamento e encaminhamento são usados em redes corporativas, onde o controle de erros é necessário.

### Levando em consideração a forma de segmentação das sub-redes

#### Switches de capa 2
São comutadores tradicionais, que funcionam como pontes de várias portas. Seu principal objetivo é dividir uma LAN em vários domínios de colisão ou, no caso de redes em anel, segmentar a LAN em diferentes anéis. Eles baseiam sua decisão de envio no endereço MAC de destino que cada quadro contém.
Os switches da camada 2 permitem várias transmissões simultâneas sem interferir com outras sub-redes. No entanto, os switches da camada 2 não podem filtrar difusões
ou transmissões, multicasts (no caso em que mais de uma sub-rede contenha as estações pertencentes ao grupo multicast de destino), nem os quadros cujo destino ainda não foi incluído no a tabela de endereçamento.

#### Switches de capa 3
São os comutadores que, além das funções tradicionais da camada 2, incorporam algumas funções de roteamento ou routing, como a determinação do caminho com base nas informações da camada de rede (camada 3 do modelo OSI), validação da integridade do cabeamento da camada 3 por soma de verificação e suporte para protocolos de roteamento tradicionais (RIP, OSPF, etc)
Os switches da camada 3 também suportam a definição de redes virtuais (VLANs) e, dependendo dos modelos, permitem a comunicação entre as várias VLANs sem a necessidade de usar um roteador externo.
Ao permitir a união de segmentos de diferentes domínios de difusão ou broadcast, os switches da camada 3 são particularmente recomendados para a segmentação de redes LAN muito grandes, onde o simples uso dos switches da camada 2 causaria perda de desempenho e eficiência do ADSL , devido ao número excessivo de transmissões.
Pode-se dizer que a implementação típica de um switch de Camada 3 é mais escalável que um roteador, já que este último usa as técnicas de roteamento de Nível 3 e de Roteamento de Nível 2 como complementos, enquanto os comutadores sobrepõem a função de roteamento na parte superior do roteador. roteamento, aplicando o primeiro quando necessário.
Dentro dos switches da camada 3, temos:

##### Pacote por pacote
Basicamente, um pacote por comutador de pacotes é um caso especial de um comutador de armazenamento e encaminhamento porque, como esse, armazena e examina o pacote, calculando o CRC e decodificando o cabeçalho da camada de rede para definir a sua rota através do protocolo de roteamento adotado.

##### Cut-through
Um comutador de corte da camada 3 (que não deve ser confundido com um comutador de corte) examina os primeiros campos, determina o endereço de destino (através das informações dos cabeçalhos ou cabeçalhos das camadas 2 e 3) e, a partir desse momento, estabelece uma conexão ponto a ponto (no nível 2) para obter uma alta taxa de transferência de pacotes.
Cada fabricante possui seu próprio design para permitir a identificação correta dos fluxos de dados. Como exemplo, temos o "IP Switching" da Ipsilon, o "SecureFast Virtual Networking" da Cabletron, o "IP rápido" da 3Com.
Além disso, um switch Cut-Through da Camada 3, a partir do momento em que a conexão ponto a ponto é estabelecida, poderá operar no modo "Store-and-Forward" ou "Cut-Through".

### Variações de switch

#### Switchesnão gerenciados
São switches plug and play, servindo apenas para estender a quantidade de portas disponíveis para uso, são normalmente mais baratos q os outros switches pois não tem interface ou opções de configuração que os outros apresentam. Costumam ser mais usados em pequenos escritórios ou home office.

#### Switchesgerenciados
Esses switches tem métodos para alterar a operação do switch, os métodos de gerenciamento comuns incluem; uma interface de linha de comando (CLI) acessada via Interpretador de comandos , Telnet ou Secure Shell, um agente SNMP ( Simple Network Management Protocol ) embutido que permite o gerenciamento de um console remoto ou uma interface da web para gerenciamento de um navegador da web. Exemplos de configuração que podem ser feitas em um switch gerenciado; habilitar recursos como Spanning Tree Protocol ou espelhamento de porta, definir largura de banda de porta , criar ou modificar LANs virtuais (VLANs). Os switches gerenciados tem duas subclasses a switch inteligente e a switch de gerenciamento empresarial.

#### Switches inteligentes ou Smart switches
são switches gerenciados com um conjunto limitado de recursos de gerenciamento,  são switches que se enquadram em um espaço de mercado entre não gerenciado e gerenciado. Eles fornecem uma interface web (geralmente nenhum acesso CLI) e permitem configurações básicas, como VLANs, largura de banda de porta e duplex. Por terem poucas configurações de rede tem um preço menor que uma switch gerenciada.

#### Switches gerenciados corporativos
Possuem o conjunto completo de recursos de gerenciamento, incluindo CLI, agente SNMP e interface da web, também podem ter recursos adicionais para manipular configurações, como a capacidade de exibir, modificar, fazer backup e restaurar configurações. por serem mais versáteis e otimizados tem um preço muito mais caro que os outros switches. Os switches corporativos são normalmente encontrados em redes com um grande número de switches e conexões, onde o gerenciamento centralizado representa uma economia significativa de tempo e esforço administrativo.

## Ver Também
- Modem
- Repetidor
- Concentrador (hub)
- Ponte de rede (bridge)